# Porcellionides myrmicidarum
Porcellionides myrmicidarum är en kräftdjursart som först beskrevs av Karl Wilhelm Verhoeff 1918.  Porcellionides myrmicidarum ingår i släktet Porcellionides och familjen Porcellionidae. Inga underarter finns listade i Catalogue of Life.